# Rapport de la commission du renseignement du Sénat sur la torture de la CIA
Le rapport du comité d'enquête du programme de détention et d'interrogatoires de l'Agence centrale de renseignement (Committee Study of the Central Intelligence Agency's Detention and Interrogation Program)  a été rédigé, de manière bipartisane, par la Commission spéciale du Sénat des États-Unis d'Amérique sur le renseignement (SSCI) afin de faire la lumière sur les différentes formes de torture — dites « enhanced interrogation techniques », euphémisme utilisé dans les communiqués — pratiquées par l'Agence centrale de renseignement (CIA) sur des prisonniers entre 2001 et 2006 durant la « guerre contre le terrorisme ». Le rapport final a été approuvé le 13 décembre 2012 par un vote 9 contre 6 avec 6 démocrates, un indépendant et 1 républicain votant favorablement et 6 républicains s'y opposant,.
Les 6 000 pages du rapport détaillent les interventions de membres de la CIA et les conclusions de l'étude du programme d'interrogatoires et de détention. Le 9 décembre 2014 — 8 mois après le vote de publication de certaines parties du rapport — le SSCI publie 525 pages donnant les éléments clefs et un résumé de gestion du rapport complet. L'étude et la rédaction du rapport ont pris 5 ans et coûté 40 millions de dollars. Le reste du rapport demeure classifié,,. Dans une lettre du 9 décembre 2016 destinée à Dianne Feinstein, l'administration présidentielle déclare que la copie complète du rapport remise à Barack Obama est protégée par le Presidential Records Act (en) — contrairement aux autres copies distribuées à diverses agences et administrations — et sera déclassifiée douze ans plus tard,.
Le rapport détaille les actions des agents de la CIA, incluant la torture de prisonniers, la fourniture d'informations fallacieuses ou erronées sur les programmes classifiés de la CIA, l'entrave à la supervision gouvernementale et à la critique interne, et la mauvaise gestion du programme. Il révèle également l'existence de détenus auparavant inconnus, que le nombre de formes de torture et de détenus sujets aux pires traitements était supérieur à celui qui avait été divulgué. Il conclut que la torture des prisonniers n'avait pas permis d'obtenir de renseignements fiables ou de gagner la coopération des détenus et que le programme avait porté atteinte à l'image internationale des États-Unis d'Amérique.
Plusieurs personnes, incluant des membres de la CIA et du Parti républicain, ont contesté les interprétations du rapport et dit qu'il fournit une image incomplète ou imprécise du programme. D'autres critiquèrent la publication du rapport, citant des dommages potentiels pour les États-Unis d'Amérique et l'histoire contentieuse de sa rédaction. D'autres, incluant le président Obama et l'ancien candidat républicain à la présidence John McCain, louèrent la sortie du rapport avec par exemple les propos présidentiels : « une des forces qui rendent l'Amérique exceptionnelle est notre volonté de nous confronter ouvertement à notre passé, de faire face à nos imperfections, de changer et de faire mieux ».
Dans le sillage de la publication du rapport, un grand nombre d'individus et d'organisations appelèrent à des poursuites contre les membres de la CIA et de l'Administration Bush qui perpétrèrent, approuvèrent ou fournirent une couverture légale à la torture des détenus,,,,.

## Histoire

### Lancement du rapport

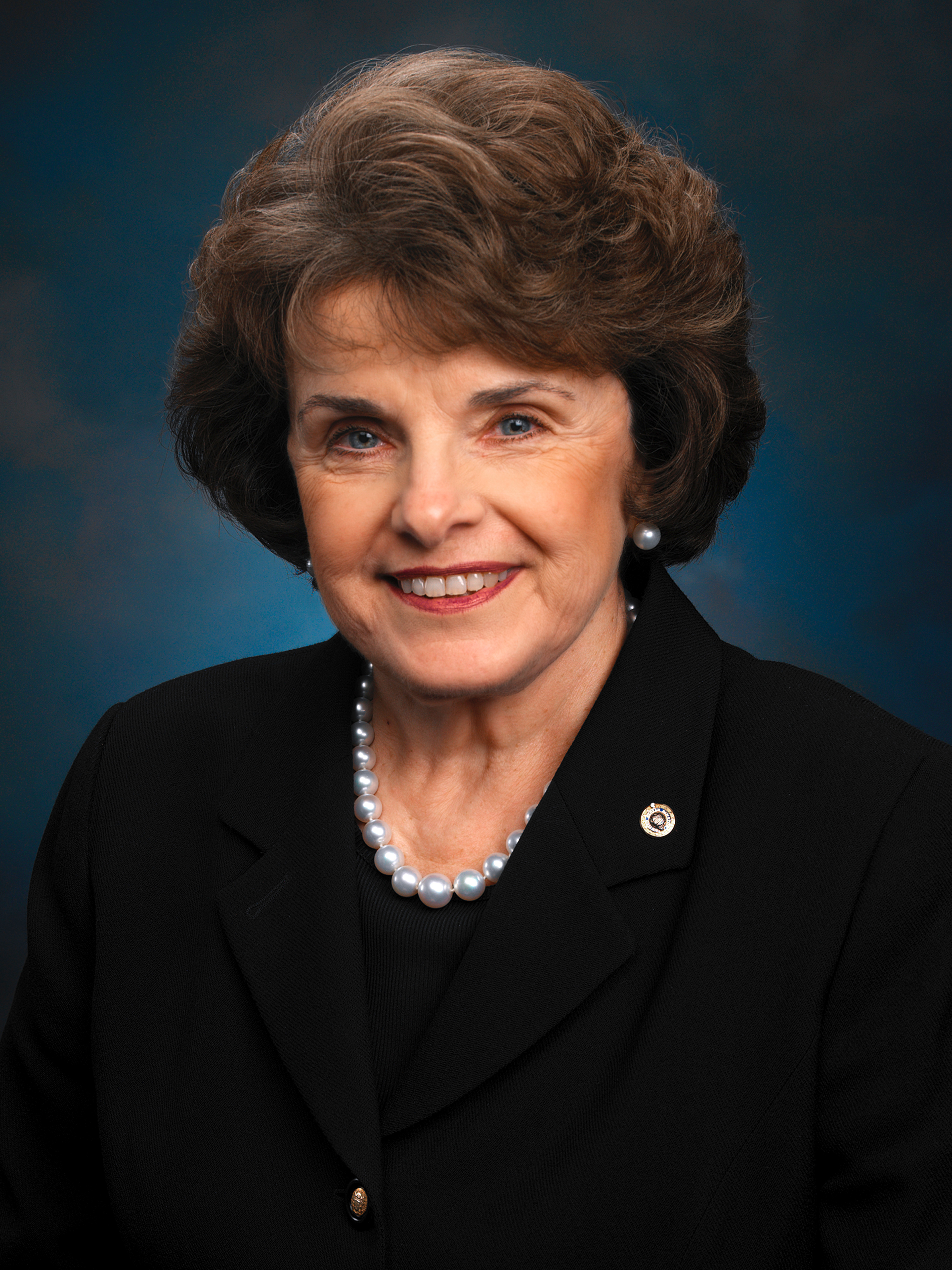
La sénatrice démocrate Dianne Feinstein fut la présidente de la commission spéciale du Sénat sur le Renseignement de 2009 à début 2015

La sénatrice californienne Dianne Feinstein a dit que l'enquête fut lancée après que Jose Rodriguez, le directeur du service national clandestin (National Clandestine Service, NCS) (en) eut détruit près de 100 enregistrements vidéo d'interrogatoires en 2005. Le SSCI  pensa qu'il avait tenté de couvrir des activités illégales de la CIA quoique la commission eût été initialement informée par des membres de la CIA qu'il n'était pas engagé dans la « destruction de preuves ».
Rodriguez critiqua préventivement le rapport dans une tribune publiée dans la page d'opinions du The Washington Post le 5 décembre 2014.

### Développement du rapport
Le 5 mars 2009, la commission sénatoriale sur le renseignement vota à 14 contre 1 l'ouverture d'une enquête sur le programme d'interrogatoires et de détention de la CIA. En août|2009, le procureur général des États-Unis Eric Holder annonça en parallèle l'ouverture d'une enquête criminelle préliminaire sur l'usage de techniques d'interrogatoire non autorisées par des membres de la CIA. À la suite de l'enquête du procureur général, les membres républicains, minoritaires, de la SSCI, conclurent que de nombreux témoins ne participeraient probablement pas à l'enquête par peur de poursuites criminelles et la citèrent comme raison de leur retrait des investigations sénatoriales en septembre|2009,.
Le rapport fut rédigé à partir de la compulsation de 6 millions de pages de documents, télégrammes, courriels et autres matériaux fournis principalement par la CIA,,. Neuf mille quatre cents documents classifiés supplémentaires demandés à plusieurs reprises par le SSCI furent refusés par la Maison-Blanche grâce à une procédure de privilège de l'exécutif (en) (executive privilege),. Malgré l'espoir initial que des entretiens puissent être effectués, aucun entretien formel ou audition fut conduit pour préparer le rapport,. Le manque d'entretien d'auditions fut l'une des principales critiques de la minorité républicaine de la commission et contraste avec l'enquête de 2008 menée par Comité des forces armées du Sénat des États-Unis sur le traitement des détenus dans les prisons militaires au cours de laquelle  des questions écrites furent adressées à 200 personnes,  2 auditions et 70 entretiens personnels furent menés. La CIA estime que 40 millions de dollars en ressources et temps de personnels furent dépensés pour aider à l'enquête, y incluant le recrutements de personnels supplémentaires pour examiner les documents à présenter en priorité à la commission et établir un dispositif et un réseau informatique sécurisés et séparés entre la CIA et la commission le temps de l'enquête.
Le rapport final fut approuvé le 13 décembre 2012 par un vote 9 contre 6 avec sept voix démocrates, une indépendante (Angus King) et une voix républicaine (Susan Collins) en faveur de la publication et six voix républicaines contre. Les avis minoritaires des sénateurs Chambliss, Burr, Risch, Coats, Rubio et Coburn furent également publiés,. Le 3 avril 2014, la commission vota par 11 voix contre 3 de soumettre une version révisée du résumé, des conclusions et recommandations du rapport pour une analyse de déclassement en prévision de la future publication qui eut lieu, le 9 décembre 2014 après huit mois d'intenses négociations sur les détails devant rester confidentiels,.
Les informations sur la coopération d'agences étrangères avec la CIA ont été expurgées du rapport. Le président de la commission britannique sur le renseignement et la sécurité a déclaré que la commission requerra l'accès à tout élément censuré du rapport à la demande des agences de renseignement britanniques,.
Concurremment à la publication, les six membres de la commission qui votèrent contre publièrent leur propre rapport de 167 pages dans lequel ils critiquèrent à la fois le processus et les conclusions du rapport approuvé par la majorité.

#### Rapport Panetta et incident du piratage par la CIA
Le 17 décembre 2013, le sénateur démocrate Mark Udall révéla l'existence d'un rapport interne secret de la CIA cohérent avec le rapport sénatorial mais pas avec la réponse officielle de la CIA à celui-ci. En janvier 2014, des responsables de la CIA clamèrent que la commission sur le renseignement a eu accès à des documents de contrôle de la CIA et les retirèrent en 2010 du dépôt de consultation de la CIA sans l'autorisation de cette dernière. En mars 2014, la sénatrice Dianne Feinstein, présidente de la commission, confirma que des copies de parties du rapport interne avaient été supprimées et mises en sécurité au cœur de l'immeuble de bureaux sénatorial Hart (en), arguant que cette action était nécessaire pour protéger les documents de la CIA de destructions similaires à celle des enregistrements des interrogatoires en 2005. 

Le 11 mars 2014, durant un discours de 45 minutes,, D. Feinstein affirma que la CIA avait cherché illégalement dans les ordinateurs de la commission du renseignement comment les documents avaient été obtenus. Elle révéla que le responsable par intérim des affaires juridiques (acting general counsel), plus tard identifié comme étant Robert Eatinger (en), avait requis une enquête criminelle du Bureau fédéral d'investigation (FBI) sur le comportement du personnel de la commission ; requête que D. Feinstein pense être une « potentielle tentative d'intimider le personnel de la commission sur le renseignement »,. R. Eatinger fut l'un des deux juristes qui approuvèrent la destruction des enregistrements vidéo en 2005,, et D. Feinstein ajouta que R. Eatinger fut mentionné nominativement plus de 1 600 fois dans le rapport sénatorial. Le directeur de la CIA, John O. Brennan, dénia les allégations de piratage, affirmant que 
« When the facts come out on this, I think a lot of people who are claiming that there has been this tremendous sort of spying and monitoring and hacking will be proved wrong. »
— 

« Lorsque les faits ont été révélés, je pense que beaucoup des gens qui proclament qu'il y a eu une ce mélange des genres entre espionnage, surveillance et piratage informatique se verront démentis. »
Le 31 juillet 2014, la CIA confirma qu'elle avait obtenue de manière inadéquate l'accès au réseau informatique de la commission sur le renseignement. Un porte-parole du département de la Justice confirma qu'il n'y aurait pas de poursuite concernant ce piratage informatique. Un comité de révision interne nommé par J. Brennan défendit ces recherches, notant « qu'elles sont légales et dans certains cas effectuées à l'instigation de John O. Brennan, le directeur de la CIA ».

## Constatations

### Constatations et conclusions du rapport sénatorial
Le rapport de 6 000 pages énumère vingt éléments clefs dans le résumé :
L'usage par la CIA de la torture n'a pas été un moyen efficace pour obtenir du renseignement ou pour gagner la coopération des détenus : l'agence a justifié, ayant échoué à l'évaluer correctement, son usage par des arguments imprécis sur son efficacité et elle a également caché aux autorités politiques, entre autres, que les conditions de détention et les interrogatoires étaient bien pires et bien plus brutaux que ce qui avait été communiqué. De fait, la CIA, en transmettant des informations imprécises et incomplètes sur le programme de détention et d’interrogatoires, a entravé toute supervision de ses activités par le département de la Justice, la Maison blanche, le Congrès et, surtout, des services de l’inspecteur général de la CIA (en). La CIA a également coordonné la diffusion d’informations classifiées aux médias, incluant des informations inexactes, pour défendre le programme.
Le rapport note également que :
1. La CIA n’était pas prête lorsque le programme a été lancé bien que les autorisations de détention ait été accordées six mois auparavant. Ainsi, la réalisation et la gestion du programme ont été profondément défaillantes durant toute la durée du programme, en particulier entre 2002 et début 2003.
2. Deux psychologues contractuels conçurent les « techniques d'interrogatoire » et jouèrent un rôle central dans la réalisation, l'évaluation et la gestion du programme de détention et d'interrogatoire de la CIA. Dès avant 2005, la CIA avait largement externalisé la partie opérationnelle du programme. Des détenus furent soumis à des techniques coercitives qui n'avaient pas été approuvées par le département de la Justice ou autorisées par le quartier-général de la CIA.
3. La CIA n'a pas comptabilisé précisément ou exhaustivement le nombre de personnes détenues. La CIA déclara que ces affirmations étaient erronées. La CIA a rarement réprimandé ou mis en détention ses personnels responsables de sérieuses ou significatives violations, d'activités inappropriées ou d'erreurs de gestion individuelles et systématiques. La CIA a ignoré nombre de critiques et objections internes relatives à la gestion et aux opérations du programme.
4. Le programme a abîmé l'image des États-Unis d'Amérique, avec pour résultat des coûts significatifs, notamment monétaires.
5. Le programme a pris fin en 2006 du fait de révélations dans la presse, la réduction de la coopération avec d'autres nations et d'inquiétudes sur ses supervision et légalité.

### Conclusions rapportées dans les médias

#### Exemples de tortures et d'abus des prisonniers
Le rapport mentionne de nombreux cas de sévices sexuels dans le but d'établir un « contrôle total sur les détenus ». Ainsi, « au moins cinq prisonniers de la CIA avaient été soumis à la "réhydratation rectale" ou à "la nutrition rectale sans nécessité médicale documentée » et au moins un prisonnier a été « diagnostiqué d'hémorroïdes chroniques, de fissure anale et d'un symptôme de descente d'organe du rectum », symptômes habituellement associé à un viol brutal. Les fonctionnaires de la CIA Scott Miller et James Pavitt ont déclaré que les examens rectaux d'au moins deux prisonniers avaient été réalisés avec « une force excessive ». Enfin, la CIA a également menacé de viol et de meurtre les enfants et/ou des membres de la famille des prisonniers,,.
La torture pratiquée par la CIA sur les prisonniers a causé en novembre 2002 le décès — par hypothermie — d'au moins l'un d'entre eux,.  Aucun employé de la CIA n'a été sanctionné en raison de cette mort tandis que la menace de les tuer a été utilisée a plusieurs reprises : un tortionnaire a déclaré à un prisonnier « Nous ne pouvons pas laisser le monde savoir ce que je t'ai fait », un autre a dit que le seul chemin par lequel le prisonnier serait autorisé à quitter la prison serait dans un cercueil. Un interrogateur de la CIA fut renvoyé à la maison pour avoir menacé un prisonnier avec un pistolet et joué à la roulette russe avec lui tandis qu'au moins deux prisonniers ont été victimes de simulacre d’exécution.
Les tortures pratiquées ont également eu des conséquences psychiques ou physiques importantes. Ainsi, un prisonnier fut psychologiquement traumatisé au point d'être pratiquement « brisé » tandis qu'un œil d'Abou Zoubaydah fut si gravement endommagé durant son incarcération qu'il dut être énucléé par chirurgie. Il est également écrit dans le rapport que les prisonniers privés de sommeil pendant plus d'un semaine (180 heures) ont connu, pour au moins cinq d'entre eux, des hallucinations. Plusieurs prisonniers ont fini inconscients et presque noyés durant des séances de waterboarding.
Les formes de tortures utilisées ont été variées allant de l'utilisation de seaux comme toilettes afin de pouvoir en priver les prisonniers à titre de punition à l'obligation pour au moins quatre prisonniers  ayant des blessures aux membres inférieurs —deux avec les pieds fracturés, un avec une entorse à la cheville et le dernier avec une jambe amputée — de se tenir debout sur ceux-ci. Un prisonnier fut également placé dans une boîte de la taille d'un cercueil pendant plus de 11 jours et fut également placé pendant 29 heures dans une boîte de 21 pouces (53,34 cm) de largeur, 2,5 pieds (76,2 cm) de profondeur et de hauteur.
Le rapport cite également des cas de tortures réalisées sur des personnes innocentes :
- Janat Gul fut torturé durant des mois sur la base de fausses accusations portées par un informateur[1],[36].
- Un détenu fut soumis à des bains d'eau glacée et à 66 heures de privation de sommeil. Il fut réalisé plus tard que la CIA s'était trompée sur son identité[40].

Enfin, le Bureau fédéral des prisons rapporta « n'être jamais allé dans une installation avec de telles privations sensorielles pour les prisonniers, par exemple avec de constants bruits blancs, la privation de parole, être maintenu dans le noir avec les gardiens qui maintiennent une lumière vers le visage lors des escortes vers les salles d'interrogatoire, le menottage constant au mur ou au sol, la dureté de chaque cellule (béton et barreaux). Il n'y a rien de tel au sein du bureau fédéral des prisons […], les détenus ne sont pas traités […] humainement ».

#### Informations trompeuses fournies par la CIA
Les directeurs de la CIA (George Tenet, Porter Goss et Michael Hayden) ainsi que le directeur adjoint Philip Mudd mentirent aux membres du Congrès des États-Unis, la Maison-Blanche et au Directeur du renseignement national à propos de l'effectivité du programme et le nombre de personnes que l'agence avait détenue. Ainsi, il est indiqué dans le rapport sénatorial qu'au moins 119 personnes ont été détenues dans le cadre du programme d'interrogatoire de la CIA alors que seuls 98 avaient été auparavant mentionnés. Ce mensonge a été prouvé grâce à un courriel du directeur Michael Hayden qui donnait comme instruction d'utiliser des informations obsolètes sur l'effectif des prisonniers,.
La CIA a menti dans des documents officiels adressés au gouvernement sur la valeur des informations extraites par la torture aux prisonniers, comme par exemple la capture de Riduan Isamuddin grâce aux informations soi-disant obtenues par torture auprès de Khalid Sheikh Mohammed. Elle a également menti au bureau du conseiller juridique du département de la Justice sur les méthodes utilisées sur les prisonniers .
La CIA a également délibérement diffusée de fausses histoires avec la complicité de membres des médias tout en proclamant qu'il s'agissait de fuites,.

#### Personnes innocentes emprisonnées par la CIA
Il a été constaté qu'au moins 26 des 119 prisonniers (22 %) détenus par la CIA ont été détenus par erreur, nombre d'entre eux ayant fait l'objet d'actes de torture,. 
Selon le mémorandum de notification signé par le président George W. Bush établissant le programme de détention de la CIA, seules les personnes « posant une menace sérieuse et continue de mort ou de violence pour des citoyens des États-Unis d'Amérique et portant intérêt ou planifiant des activités terroristes » sont susceptibles d'être incarcérées.
Ainsi, deux innocents ont été incarcérés et torturés sur la base d'allégations d'un autre prisonnier énoncées sous la torture. Un déficient mental fut emprisonné dans le but de persuader des membres de sa famille de fournir des informations,. Parmi les 26 détenus connus pour être innocents, seuls trois furent libérés après avoir passé moins d'un mois dans les geôles de la CIA, la plupart y ayant été confinés plusieurs mois.

#### Autres points
Le rapport suggère que la torture est à l'origine de la confession erronée de Ali Mohamed Al-Fakheri liant Saddam Hussein  et Al-Qaeda et citée comme argument par Colin Powell dans son discours de 2003 sur la guerre en Irak,.
La CIA n'a pas conservée de registre complet des détenus : il n'est donc pas certain que le chiffre de 119 prisonniers torturés soit exhaustif. D'ailleurs, le rapport se limite aux abus sur les détenus incarcérés directement dans les prisons de la CIA et n'inclut donc pas les personnes torturées sur directive de la CIA durant les extraordinary rendition.
Concernant le personnel, 85 % des membres du groupe de restitution, détention et interrogatoires étaient des contractuels extérieurs à l'agence et certains personnels de l'agence trouvant la torture révoltante demandèrent à être transférés des installations où elle était pratiquée et certains ont également demandé si de telles activités ont pû continuer et si les principaux responsables de la CIA approuvés ces techniques,. Sur ce sujet, le rapport mentionne un mémorandum des juristes de la CIA, daté de novembre 2001, qui circula au sein de l'agence et portait comme titre « Hostile Interrogations: Legal Considerations for C.I.A. Officers » (« Interrogatoires hostiles : considérations légales pour les officiers de la CIA »). Dans celui-ci, les juristes arguent que des poursuites pour torture peuvent être évitées si la torture a « pour résultat de sauver des milliers de vies ».

### Contractuels
Les contractuels qui développèrent les « techniques d'interrogatoire renforcés », (John « Bruce » Jessen et James Elmer Mitchell) reçurent 81 millions de dollars pour leurs services, en dehors d'un contrat original d'une valeur de 180 millions de dollars. NBC News a identifié les contractuels qui étaient mentionnés sous pseudonymes dans le rapport comme étant Mitchell, Jessen & Associates (en). Jessen était psychologue principal au département de la Défense qui apprenaient aux forces spéciales comment résister à la torture dans le cadre du programme « survie, évasion, résistance et évasion » (SERE, Survival, Evasion, Resistance and Escape). Le rapport précise également que ni l'un, ni l'autre, ne connaissait Al-Qaeda ou avait pratiqué des interrogatoires, néanmoins, ils développèrent la liste des techniques d'interrogatoires renforcées et les contractuels ont développé, par une forme d'ingénierie inverse des techniques SERE, une liste de 20 formes de tortures à pratiquer sur les détenus qui fut ramenée à 10 lorsque certaines furent considérées comme trop dures. Cette liste incluait la torture par l'eau, la privation de sommeil et les positions stressantes. John Rizzo, conseiller général par intérim de la CIA qui rencontra les contractuels les décrivit comme « sadiques et terrifiants » dans son livre Company Man,.

### Aspects financiers
D'après le rapport, le programme de détention et d'interrogatoires a coûté plus de 300 millions de dollars — hors frais de personnels. Cela inclut le financement de la construction et la maintenance des bâtiments de détention, dont deux qui ne furent jamais utilisés à cause, en partie, de l'hostilité des responsables politiques des pays concernés. « Pour encourager les gouvernements à accueillir clandestinement des sites de détention de la CIA ou augmenter le soutien aux sites existants, la CIA a fourni des millions de dollars à des responsables gouvernementaux étrangers ».
Le rapport établi qu'en 2006 la valeur du contrat passé par la CIA avec la compagnie formée par les psychologues avec l'ensemble des options excède les 180 millions de dollars : « Les contractuels reçurent 81 millions de dollars avant la résiliation du contrat en 2009. En 2007, la CIA a fourni un accord d’indemnisation pluriannuelle pour protéger la compagnie et ses employés de sa responsabilité civile découlant du programme. L’agence a ainsi payé plus d’un million de dollars en vertu de cet accord ».

## Réactions de l’exécutif
Le président Barack Obama déclara que le rapport avait révélé un « programme troublant » et que « Nous allons compter sur tous les éléments de notre puissance nationale, incluant la puissance et l’exemplarité de nos idéaux fondateurs. C’est pourquoi j’ai constamment appuyé la déclassification de ce rapport. Aucune nation n’est parfaite. Mais l’une des forces qui rendent exceptionnelle l’Amérique est notre volonté à affronter ouvertement notre passé, faire face à nos imperfections, changer et devenir meilleur ». Le chef de cabinet de la Maison-Blanche Denis McDonough aurait travaillé constamment sur ce sujet.

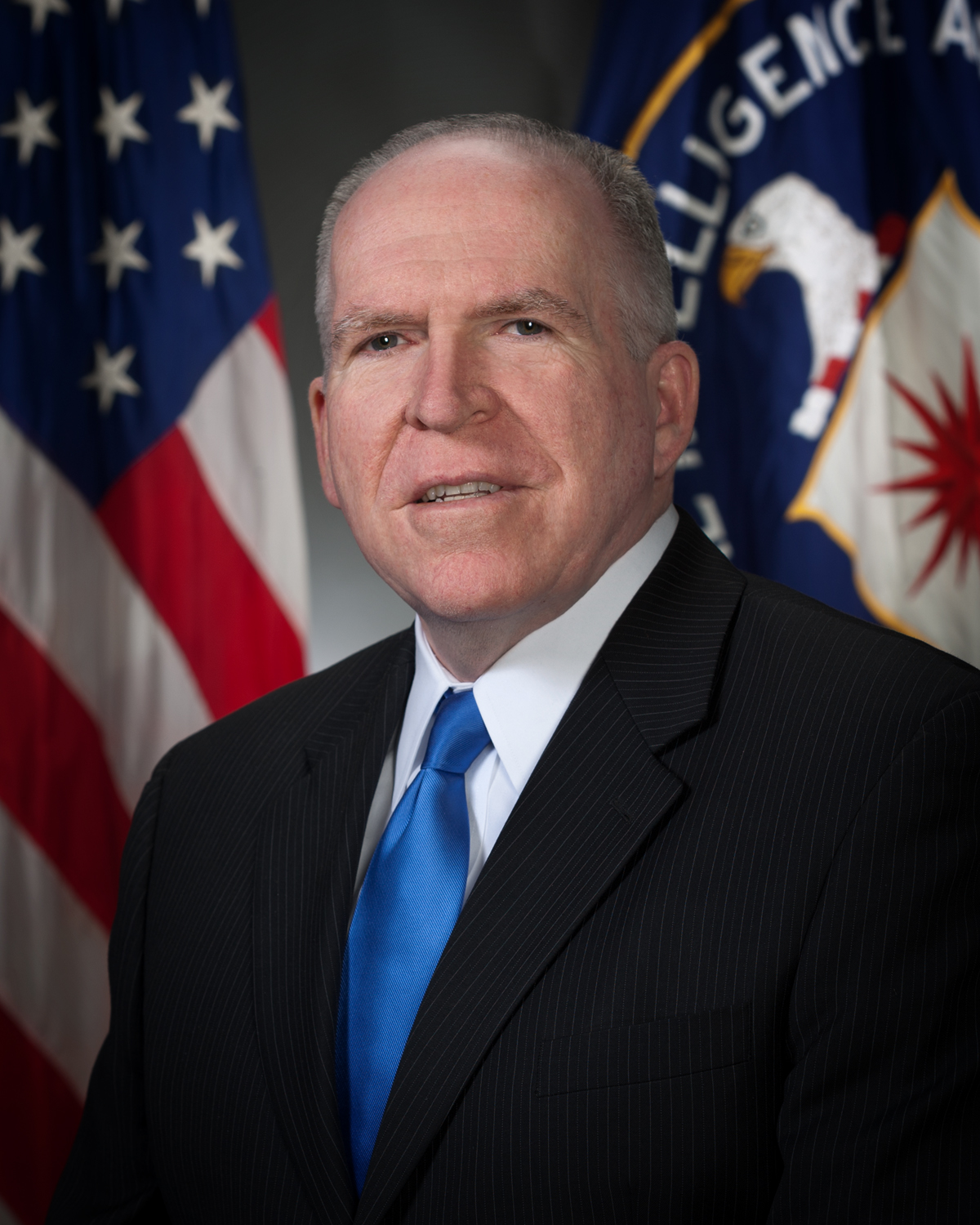
John Brennan fut directeur de la CIA de mars 2013 à 2017.

Le directeur de la CIA John O. Brennan a déclaré être d’accord sur la politique de prohibition des « techniques d’interrogatoire renforcées » et a admis que le programme avait eu des « lacunes ». Il exposa son désaccord avec la conclusion du comité selon laquelle les informations obtenues par la torture auraient pu être obtenues par d’autres moyens en déclarant qu’il était impossible de savoir si d’autres approches auraient permis d’obtenir ces informations. À l’appui de ses vues, John Brennan publia en juin 2013 une version déclassifiée de 136 pages de la réponse critique officielle du rapport sur la torture. 
Le département de la Justice des États-Unis annonça qu'il ne rouvrira aucune enquête sur l'usage de la torture. Le Département avait lancé en 2009 deux enquêtes supervisées par John Durham qui n'avaient débouchées sur aucune charges. La logique de ce manque de charges n'a pas été révélée ; en réponse à une requête émise au titre de la loi sur la liberté d'information, l'administration Obama argua que le secret pouvait être conservé car« sa révélation pourrait affecter la sincérité des charges criminelles retenues dans les décisions de poursuites ». Après la publication du rapport sénatorial, plusieurs sources d'information notèrent que « le seul employé de la CIA incarcéré pour ses connexions au programme d'interrogatoires » était John Kiriakou, le lanceur d'alerte, qui était poursuivi pour avoir fourni des informations aux journalistes,,.
Trois anciens directeurs de la CIA — George Tenet, Porter Goss et Michael Hayden — ainsi que trois anciens directeurs-adjoints, écrivirent dans la page d'opinions du Wall Street Journal en réponse à la publication du rapport du comité sénatorial. Ils critiquèrent « une attaque partisane de l’agence qui avait fait le plus pour protéger l’Amérique après les attaques du 11 septembre ». Ils déclaraient que le programme d'interrogatoires de la CIA fut inestimable pour la capture de membres d'Al Qaeda et la perturbation des efforts de celle-ci et que contrairement aux conclusions du rapport, « il n'y avait aucun doute sur le fait que les informations fournies par la totalité des détenus des prisons de la CIA […] furent essentiellement pour amener Ben Laden devant la justice ». En plus, ils écrivirent que :
- la CIA n'utilisait que des techniques autorisées par le département de la Justice ;
- que la CIA n'avait pas trompée ce dernier, la Maison blanche ou le Congrès ;
- que la menace d'un scénario de bombe à retardement était essentielle pour comprendre le programme[60],[61].

Ils mirent ensuite en ligne un site internet pour défendre l'action de la CIA,,,
L'ancien vice-président des États-Unis Dick Cheney, qui était en fonction durant les évènements discutés dans le rapport, dit que les critiques de la CIA étaient de la « foutaise » et que les techniques d'interrogatoires musclées étaient « absolument, totalement justifiées ». Il dit en plus qu'il n'avait pas trouvé que la CIA lui avait menti sur les techniques utilisées ou la valeur des informations obtenues avec elles et que si c'était à refaire, il le ferait de nouveau.
John Yoo, auteur des Mémos de la torture, qualifia le rapport d'attaque partisane des agences de renseignement des États-Unis et défendit sa conviction que la CIA avait la possibilité légale d'utiliser des techniques d'interrogatoire qui ne causaient pas de blessures. Il dit également que « si les faits sur lesquels il basait son avis étaient faux, il changerait son opinion sur les méthodes d'interrogatoire ». Dans un entretien sur CNN, Yoo déclara que les durs traitements soulignés par le rapport pouvaient violer les lois anti-torture, énonça que {{si ces choses s'étaient déroulées comme décrites dans le rapport […], elles n'auraient pas du être}}. Il exprima une opinion similaire dans un entretien sur C-SPAN, déclarant que l'utilisation cumulative des techniques pouvait violer les règlements anti-torture,.

## Réception

### Réactions du Parti républicain
Le leader des sénateurs républicains Mitch McConnell, sénateur du Kentucky, et le sénateur de la Géorgie Saxby Chambliss s'opposèrent à l'étude en déclarant qu'ils pensaient « qu'elle aurait de sérieuses conséquences pour la sécurité nationale des États-Unis d'Amérique » et qu'elle était motivée idéologiquement. Ils assurèrent également que le programme « permis l'acquisition de renseignements significatifs qui nous aidèrent à identifier et capturer d'importants terroristes d'Al-Qaïda, perturber leurs complots en cours et descendre Oussama ben Laden ». Les sénateurs de Floride Marco Rubio et de l'Idaho Jim Risch déclarèrent que le rapport était une « démarche partisane [des démocrates qui] pourrait mettre en danger les vies d'Américains outre-mer [et n'était pas] sérieux ou constructif ».
Le sénateur de l'Arizona John McCain, lui-même torturé lorsqu'il fut prisonnier durant la Guerre du Viêt Nam, dit dans discours, prononcé à la suite de l'exposé de D. Feinstein, qu'il soutenait la publication du rapport et que les responsables de la politique d'interrogatoires ont « souillé notre honneur national, causant un grand préjudice pour peu de bien ».

### Organisations non gouvernementales
L'Union américaine pour les libertés civiles (American Civil Liberties Union, ACLU) argua que le procureur général devrait nommer un procureur spécial pour conduire une enquête complète, avec son directeur Anthony Romero déclarant que le rapport montre que la CIA a commis des violations des droits de l'homme,. Le Centre pour les droits constitutionnels (en) appela à des poursuites contre les responsables des tortures et se joignit à une plainte en Allemagne déposée par le Centre européen pour les droits constitutionnels et les droits humains.
Kenneth Roth, de Human Rights Watch, appela à des poursuites contre les principaux responsables de l'administration qui autorisèrent la torture et supervisèrent. Roth déclara que l'échec à poursuivre était « plus que juste une faille de la justice » et « indique que la torture demeure effectivement une option politique plutôt qu'une infraction criminelle ».  Steven W. Hawkins, le directeur général, aux États-Unis, d'Amnesty International, en appela à la justice en disant que « pour la convention contre la torture et autres peines ou traitements cruels, inhumains ou dégradants, aucune circonstance exceptionnelle ne peut être invoquée pour justifier la torture et tous ceux responsable d'avoir autorisé ou mené des actes de torture ou de mauvais traitements doivent faire l'objet d'une enquête complète ».
Le Rohr Jewish Learning Institute (en) mis en place un cours autour du rapport, afin de faire la balance entre la sécurité nationale et les droits & libertés de chacun.

### Organisation des Nations unies
Le rapporteur spécial des Nations unies pour le contre-terrorisme & les droits de l'homme, Ben Emmerson, demanda la poursuite des responsables et dit que la CIA a « commis systématiquement des crimes et graves violations du droit international des droits de l'homme ». Juan E. Méndez, le rapporteur spécial des Nations unies sur la torture déclara que de nombreux gouvernements usèrent des pratiques des États-Unis d'Amérpour justifier leurs propres abus en disant que « si les USA torturent, pourquoi ne pourrions nous pas le faire ? ». Mendez demanda que la publication du rapport ne soit qu'une première étape et que des « enquêtes et des poursuites soient lancées à l'encontre de ceux qui furent responsables d'avoir ordonné, planifié ou mis en œuvre le programme de torture de la CIA ».
Le 10 décembre 2014, à l'occasion du 30e anniversaire de l'adoption de la convention contre la torture, le Haut-Commissaire des Nations unies contre la torture, Zeid Ra'ad Zeid Al-Hussein, commenta la publication du rapport de la façon suivante : « Peu de pays admettront que leur appareil d'État a pratiqué la torture et nombreux sont ceux qui continuent honteusement à le dénier — même si cela est bien documenté […]. Dans tous les pays, si quelqu'un commet un meurtre, il est poursuivi et mis en prison. S'il commet un viol ou une attaque à main armée, il  est poursuivi et mis en prison. S'il ordonne, permet ou commet des tortures — reconnues comme un crime contre l'humanité —, l'impunité ne peut lui être accordée par opportunisme politique. Lorsque cela arrive, nous sapons cette convention exceptionnelle, et — comme un certain nombre de dirigeants politiques américains ont clairement reconnu hier — nous sapons nos propres revendications pour des sociétés civilisées enracinées par le Droit ».

### Réactions gouvernementales internationales
Le président afghan Ashraf Ghani qualifia le rapport de « choquant » et dit que les actions détaillées dans le rapport « violent toutes les normes des droits de l'humain acceptées dans le monde entier ». De son côté, le Premier ministre de la Lituanie Algirdas Butkevičius se renseigna pour savoir si la CIA usa de sites pour interroger des prisonniers sur son territoire. L'ancien président polonais Aleksander Kwaśniewski dit qu'il a fait pression en 2003 sur des responsables américains pour mettre un terme aux interroqatoires dans la prison secrète polonaise de la CIA : « J'ai dit à Bush que cette coopération devait prendre fin et elle prit fin ». Quant au ministère des Affaires étrangères de l'Iran, il déclara à travers sa porte-parole Marzieh Afkham que ce « choquant rapport montre l'institutionalisation de la violence, de l'extrêmisme et du secret au sein du système de sécurité des États-Unis d'Amérique ». 

### Médias
La publication du rapport sénatorial fut très largement relatée dans les médias du monde entier. On peut citer : Al-Ba'ath, journal officiel du Parti Baas syrien ; l'espagnol El País ; le brésilien Folha de S.Paulo ; le polonais Gazeta Wyborcza ; le chinois Global Times ; les canadiens The Globe and Mailet National Post ; le britannique The Guardian ; le mexicain La Jornada ; Le Monde ; les allemands Süddeutsche Zeitung, Frankfurter Allgemeine Zeitung et Die Welt ; les russes Rossiya 24 et RT ; les médias nord-coréens. Le New York Times, dans un éditorial, appela à des poursuites à l'encontre de Dick Cheney, David Addington, George Tenet, John Yoo, Jay Bybee et d'autres architectes de ce régime de torture. Le The Washington Post rédigea un billet de blogue consacré aux réactions de l'Iran et de la Corée du Nord, qui étaient dénommées Axe du mal par George W. Bush.

## Voir également
- The Report - le film de Scott Z. Burns, 2019
- Scandale d'Abou Ghraib
- Mauvais traitements et tortures sur des prisonniers de Bagram (en)
- Prisons secrètes de la CIA
- Alfreda Frances Bikowsky (en)
- Violations des droits de l'humain par la CIA (en)
- Prisonniers extrajudiciaires des États-Unis d'Amérique (en)
- Droits de l'homme aux États-Unis
- Interrogatoire de Abu Zubaydah (en)
- John L. Helgerson, inspecteur général de la CIA (en)
- Stephen Soldz (en)